# T'lminci
T'lminci es un pueblo ubicado en el municipio de Kriva Palanka, en Macedonia del Norte.

## Superficie
Posee una superficie de 3,701 kilómetros cuadrados.

## Demografía
Hasta 2021 la población era de 44 habitantes, con una densidad de población de 11,89 habitantes por kilómetro cuadrado.